# Микільський хутір (Оболонь)
Микільський хутір — історична місцевість Києва, колишній хутір. Хутір Микільський лежав на північ від сучасного масиву Оболонь, між північним берегом затоки Верблюд та південним краєм озера Лукове.

## Історія
Хутір виник та вперше позначений на топографічній мапіоколиць Києва 1850 року. Ще до його появи мапа 1847 року зафіксувала на цьому місці сіножаті Микільського Слупського монастиря на Печерську, площею в 61 десятину. Про це володіння пише в праці «Монастыри и церкви г. Киева» Лаврентій Похилевич: «Сенокос на Оболони, близ Вышгорода, в 59 десятин, доставляет сена примерно на 600 рублей. Вдоль сенокоса тянется озеро, называемое Чернечьим, в коем монастырь имеет исключительное право рыбной ловли».
У подальшому хутір позначено на топографічних мапах 1863, 1868 та 1897 років. Хутір складався з одного двору, що лежав біля південного краю озера Лукове. Західніше від хутора закінчувалося озеро Біле.
Про ці озера та навколишню місцевість наведено цікаві відомості в книзі Миколи Шарлеманя «Краткий путеводитель по Киеву и его окрестностям для естественно-исторических экскурсий».
Востаннє хутір Микільський з єдиним двором позначено на топографічній мапі 1932 року. Нині місце колишнього хутора — урочище Дубище — той самий дубовий гай, про який свого часу згадував Микола Шарлемань.